# عكوب
العَكُّوب (الاسم العلمي: Gundelia) هو جنس نباتي يتبع الفصيلة النجمية من رتبة النجميات من النباتات الزهرية أو كاسيات البذور.
أنواع هذا الجنس كثيرة الأشواك.

## الموطن
يتواجد بالمناطق الجبلية غالبا، وموطنه في لبنان وفلسطين والأردن وسوريا والعراق وإيران وأذربيجان وأرمينيا وتركيا.

## الموسم والاستخدام
يعتبر العكوب من النباتات القابلة للأكل في نهاية فصل الشتاء وبداية فصل الربيع في شهري فبراير ومارس من كل عام، ويطبخ في منطقة بلاد الشام مع اللبن أو الطماطم بالإضافة لقطع اللحم.
ويصبح النبات تدريجيا أكثر جفافا خلال الصيف، وتنمو الأشواك بشكل أكبر ويتحول اللون إلى الأصفر، وبفعل الرياح يتم نشر بذور العكوب الجافة إلى الأرض لمحصول العام التالي.

## أنواع العكوب
- عكوب جبلي (الاسم العلمي: Gundelia tournefortii)
- عكوب وردي (الاسم العلمي: Gundelia rosea)
- عكوب أرجواني (الاسم العلمي: Gundelia purpurascens)
- عكوب أرمني (الاسم العلمي: Gundelia aragatsi)